# Liste der Kulturdenkmale in Hartmannsdorf (bei Chemnitz)

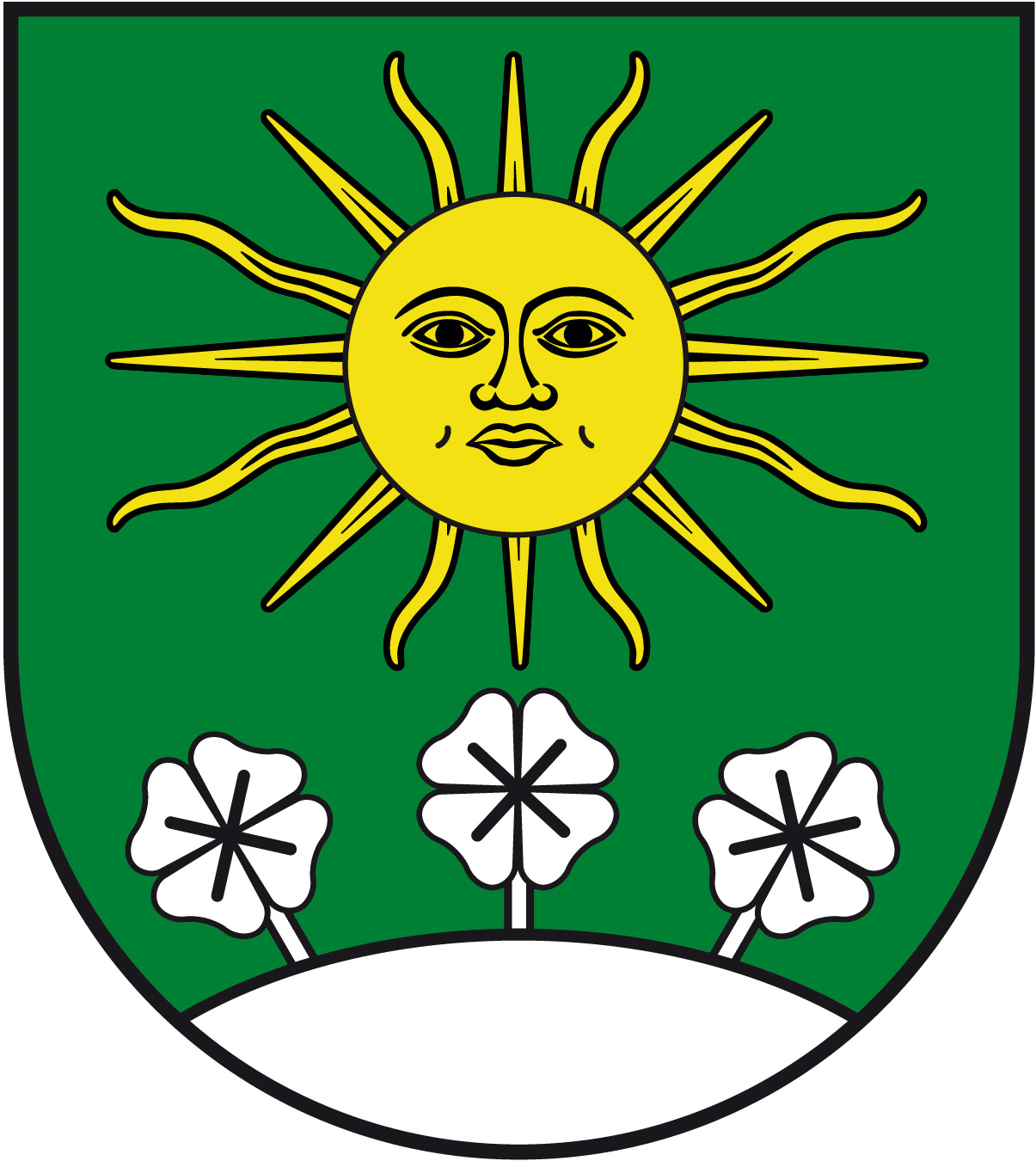
Wappen von Hartmannsdorf

In der Liste der Kulturdenkmale in Hartmannsdorf sind die Kulturdenkmale der sächsischen Gemeinde Hartmannsdorf verzeichnet, die bis Mai 2023 vom Landesamt für Denkmalpflege Sachsen erfasst wurden (ohne archäologische Kulturdenkmale). Die Anmerkungen sind zu beachten.
Diese Aufzählung ist eine Teilmenge der Liste der Kulturdenkmale im Landkreis Mittelsachsen.

## Hartmannsdorf
| Bild                                    | Bezeichnung | Lage | Datierung                                                                                                   | Beschreibung | ID       |
| --------------------------------------- | --- | --- | --- | --- | -------- |
|                                         | Gedenkstein für die Opfer des Faschismus Max Tennler und Arno Förster | Am Elzingteich (Karte)                                                                                         | 1960er / 1970er Jahre                                                                                       | Die ehemaligen KPD-Mitglieder wurden 1933 neben dem Elzingteich ermordet. | 09232999 |
|                                         | Mietvilla | Bahnhofstraße 33 (Karte)                                                                                       | Um 1905 | Zeittypisches Bauwerk in Klinkerbauweise von baugeschichtlichem Wert. Rückseitig bauliche Veränderungen, Farbglasfenster – defekt, Fußböden, Türen original mit Ornamentik, Klinker-Obergeschoss, Rustika-Putz im Erdgeschoss. | 09233000 |
|                                         | Wohnanlage Bergstraße/Ecke Mittelstraße (Sachgesamtheit) | Bergstraße 2, 4, 5, 6, 7, 9, 11, 13 (Karte)                                                                    | Um 1925 | Sachgesamtheit Wohnanlage Bergstraße/Ecke Mittelstraße, bestehend aus u-förmig und l-förmig angeordneten Mehrfamilienhäusern (alle Sachgesamtheitsteile); zeittypische Putzbauten von sozial- und baugeschichtlichem Wert | 09233001 |
| Direkt Bild zu diesem Denkmal hochladen | Wohnstallhaus und Seitengebäude eines Vierseithofes | Burgstädter Straße 11 (Karte)                                                                                  | Um 1750 (Bauernhaus); 1. Hälfte 18. Jahrhundert (Seitengebäude)                                             | Original erhaltene Wohn- und Wirtschaftsgebäude eines Bauerngutes von bau- und sozialgeschichtlichem Wert. - Seitengebäude: mit Durchfahrt, Kopfbänder teilweise gezapft und geblattet, einriegeliges Fachwerk im Obergeschoss, möglicherweise ehemalige Oberlaube (prüfen), Erdgeschoss im 19. Jahrhundert massiv unterfahren - Wohnstallhaus: neue Porphyrgewände, halbrunde Füllhölzer, Erdgeschoss massiv, Obergeschoss Fachwerk, Stichbogenportal – Kopie des Originals, Erdgeschoss unterfahren, möglicherweise ehemaliges Umgebindehaus, vermutlich in der 1. Hälfte des 18. Jahrhunderts erbaut | 09233002 |
| Weitere Bilder                          | Ehemaliges Gasthaus und ehemaliges Brauereigebäude (ursprünglich Erbgericht, zwischenzeitliche Nutzung als Braugut, heute Hotel und Restaurant) sowie Toreinfahrt zwischen beiden Gebäuden | Chemnitzer Straße 2 (Obere Hauptstraße 1, 1a) (Karte)                                                          | Um 1900 | Markanter Gebäudekomplex von großer orts- und bauhistorischer Bedeutung. Zwei im rechten Winkel stehende Gebäude und Torbogen. - Chemnitzer Straße 2: ursprünglich Wohnhaus des Erbgerichts, später Gasthaus bzw. Verwaltung - Obere Hauptstraße 1 und 1a: Brauereigebäude mit zeitweiser Nutzung als Ratskeller, um 1900 Umbau zur Brauerei | 09233009 |
| Direkt Bild zu diesem Denkmal hochladen | Villa (ohne Anbau) mit Einfriedung | Chemnitzer Straße 10 (Karte)                                                                                   | Um 1900 | Zeittypischer repräsentativer Putzbau in gutem Originalzustand von baugeschichtlicher und städtebaulicher Bedeutung. Zaun aus Entstehungszeit, Fabrikanbau nicht unter Schutz gestellt. | 09233003 |
| Weitere Bilder                          | Villa | Chemnitzer Straße 11 (Karte)                                                                                   | Um 1900 | Ehemaliges Wohn- und Kontorgebäude des Reparaturbetriebes für Wirkmaschinen von Friedrich Samuel Wirth, von bau- und ortsgeschichtlicher Bedeutung. Fabrikantenvilla, vermutlich erbaut vom Firmengründer Friedrich Samuel Wirth. Firmengeschichte: 1870 wurde die zur Villa gehörende Fabrik als Reparaturbetrieb für Wirkmaschinen gegründet. Die Firma entwickelte sich zum führenden Hersteller von Kettenwirkmaschinen. Firmengründer war Friedrich Samuel Wirth, dessen Nachfolger noch heute den Betrieb führen. | 09233004 |
| Direkt Bild zu diesem Denkmal hochladen | Villa | Chemnitzer Straße 12 (Karte)                                                                                   | Um 1900 | Repräsentativer Putzbau in zeittypischer Gestaltung und gutem Originalzustand, baugeschichtlich, städtebaulich und ortsentwicklungsgeschichtlich von Bedeutung. | 09233005 |
| Direkt Bild zu diesem Denkmal hochladen | Villa | Chemnitzer Straße 23 (Karte)                                                                                   | Zwischen 1909 und 1926                                                                                      | Gut proportionierter Putzbau umgeben von großzügigem Garten, repräsentatives Beispiel der Villenarchitektur um 1920, bau- und ortsentwicklungsgeschichtlich von Bedeutung. Zweigeschossiger Putzbau über längsrechteckigem Grundriss mit Mittelrisalit, Obergeschoss mit Fensterbankgesims, leicht geschweiftes Walmdach, originalgetreu saniert nach 1990. | 09233006 |
| Weitere Bilder                          | Denkmal für fünf Arbeiter der ehemaligen Recenia-Textilfabrik, die während des Streiks 1930 erschossen wurden                                                                              | Chemnitzer Straße 41 (Karte)                                                                                   | Bezeichnet mit 1955                                                                                         | Denkmalanlage von regionalgeschichtlicher Bedeutung. Geschichtliche Erinnerung: Gedenkstein für fünf Arbeiter, die während des Recenia-Streiks vom 15. Januar 1930 bei einem Polizei-Feuerüberfall durch Gewehrkugeln fielen. - Geschichte – Information zum Recenia-Streik: „Der Recenia-Streik ereignete sich vom 21.11.1929 bis zu 07.02.1930 in der Zeit der Weltwirtschaftskrise, auf dessen Grund man den Arbeitern der Recenia, einer Textilfabrik, die Löhne kürzte. Die Arbeiter schlossen sich daraufhin zusammen und die Restarbeiter leisteten Solidarität und unterstützten sie. Durch die Auswirkungen des Streikes wurde am 15. Januar 1930 eine Gerichtsverhandlung vorgesehen. Als Grund wurde eine Schadensersatzklage der Recenia-Führung angegeben und das der Streik ohne eine tarifmäßige 14-tägige Ankündigung erfolgte. Jedoch wurde die Verhandlung verschoben und der Streik wurde noch von der KPD politisch motiviert. Man stationierte 30 Polizisten zum Schutz der Recenia-Arbeiter und gegen die Demonstranten vor dem Recenia-Werk. Der Demonstrantenzug bestand aus 1200–1300 Mann. Es waren meist arbeitslose Kommunisten. Sie marschierten von Chemnitz bis vor das Fabrikgelände. Die Demonstrierenden sollten die Arbeiter zur Solidarität veranlassen. Die Polizei hatte jedoch alle Zugänge gesperrt. Es kam zu Kämpfen und Sachbeschädigungen, indem man Zaunlatten von umliegenden Grundstücken entfernte und auf die Polizisten einschlug, die sich daraufhin mit Schüssen wehrten. Fazit – es gab 5 tote Arbeiter und 19 Verletzte, die jedoch keine Recenia-Arbeiter waren. Es gab ebenfalls 19 verletzte Polizisten. Die Ermittlungen ergaben 17 verhaftete Rädelsführer, die man wegen Aufruhrs und Beamtenbeleidigung anklagte. Der Prozess wurde am 18. März 1930 im Chemnitzer Landgericht eröffnet. Es gab einen großen Andrang von Menschen, die von Polizisten zurückgehalten werden mussten. Es erschienen 38 geladene Zeugen. Die Angeklagten plädierten auf Unschuld. Das Urteil steht in keinem Verhältnis zu den Opfern und ist uninteressant. Not und Elend breitete sich daraufhin unter den arbeitslosen Arbeitern aus.“ - Baugeschichte: Das Mahnmal wurde 1955 aus Rochlitzer Porphyrtuff in Nachbarschaft der Fabrik errichtet, Inschrift des Denkmals „In Kampfsolidarität gegen den Lohnraub durch die Recenia-Kapitalisten fielen am 15. Januar 1930 unter Polizeikugeln: – Bruno Freitag (13.6.1895) – Friedrich Gröger (26.8.1907) – Johannes Gorschler (24.6.1902) – Richard Häntze (17.11.1903) – Kurt Thomas (10.7.1904)“ | 09233008 |
| Weitere Bilder                          | Fabrikgebäude (ehemalige Feinwäscheproduktion Recenia) | Chemnitzer Straße 41 (Karte)                                                                                   | 1926 | Stahlbetonbau mit Klinkerverblendung, Industriebau der Moderne von großer baugeschichtlicher, baukünstlerischer sowie industriegeschichtlicher Bedeutung. 1926 nach Entwürfen des Chemnitzer Architekturbüros Luderer und Schröder als Feinwäschefabrik errichtet. Viergeschossiger Stahlskelettbau mit Klinkerverblendung mit 58 m Länge und 16 m Tiefe. Die Fassade wird gegliedert durch Sichtbetonbänder in Höhe der Decken und im Brüstungsbereich. Die großflächigen Fenster – liegende Rechteckfenster – wirken wie Fensterbänder. In der vierten Etage finden sich dagegen stehende Fensterformate – gekoppelte Rechteckfenster. An den Schmalseiten des Gebäudes befinden sich Aufzugs- und Treppenhausanbauten, welche vollständig durch Klinker verblendet wurden. An der Südwestseite schließt sich der dreigeschossige Verwaltungsbau an, ein vertikal gegliederter Klinkerbau mit stehenden Fensterformaten. Dieser Bau ist 16 m × 14 m groß. Die Gebäudeteile werden durch flache Walm- bzw. Zeltdächer abgeschlossen. An der Fassade befinden sich kleine Reliefs mit folgenden Inschriften „Wir wirken“, „Scheren“ und „Spulen“. | 09233007 |
| Direkt Bild zu diesem Denkmal hochladen | Sparkassengebäude | Geschwister-Scholl-Straße 2 (Karte)                                                                            | 1934 | Städtebaulich markanter, original erhaltener Putzbau von baugeschichtlichem und städtebaulichem Wert | 09233013 |
| Direkt Bild zu diesem Denkmal hochladen | Wohnanlage der Gemeinnützigen Wohnungsbaugenossenschaft (Sachgesamtheit) | Geschwister-Scholl-Straße 17, 19, 21, 23 (Anton-Günther-Platz 1, 3; Carl-Kirchhof-Straße 6, 8, 10, 12) (Karte) | Um 1925 | Sachgesamtheit Wohnanlage der Gemeinnützigen Wohnungsbaugenossenschaft, bestehend aus sechs Doppelwohnhäusern (Anton-Günther-Platz 1/3, Carl-Kirchhof-Straße 6/8 und 10/12, Geschwister-Scholl-Straße 17/19 und 21/23, alle Sachgesamtheitsteile); U-förmig um einen Innenhof gruppierte Wohnhäuser von baugeschichtlichem, sozialgeschichtlichem und städtebaulichem Wert. Streichung Wohnhäuser Geschwister-Scholl-Straße 9, 11, 13, 15: diese Häuser gehören nicht unmittelbar zur Wohnanlage, sie wurden vermutlich später in veränderter Bauweise ergänzt. | 09233015 |
| Direkt Bild zu diesem Denkmal hochladen | Villa mit angrenzendem kleinen Fabrikationsgebäude und Einfriedung | Hohe Straße 5 (Karte)                                                                                          | Um 1925 | Zeittypischer Baukomplex von baugeschichtlichem, baukünstlerischem und städtebaulichem Wert. - Einfriedung: Betonzaunpfeiler, auch Ecke durchbrochene Mauer, Zaunsfelder Berliner Zaun - Gebäude: Wohn- und Fabrikationsgebäude als Einheit, qualitätvoller Putzbau im expressiven Stil der 1920er Jahre, polygonaler Erker im Erdgeschoss, gesprosste Fensteroberlichter bzw. Fenster, Krüppelwalmdach, vor 2009 saniert Denkmalschutz betrifft nicht die neueren Anbauten. | 09233016 |
| Weitere Bilder                          | Kirche Hartmannsdorf mit neuem Friedhof (Sachgesamtheit) | Kirchweg (Karte)                                                                                               | 1893–1894                                                                                                   | Sachgesamtheit Kirche Hartmannsdorf mit neuem Friedhof, mit den Einzeldenkmalen: Kirche, Kriegerdenkmal für die Gefallenen des Ersten Weltkrieges, Parentationshalle, Einfriedung mit Toranlage, ehemalige Gruft und Grabmalen (09302044, 09233019, 09233018) sowie gärtnerische Friedhofsgestaltung (Gartendenkmal); städtebaulich, baugeschichtlich und ortsgeschichtlich bedeutsamer Baukomplex | 09233017 |
| Weitere Bilder                          | Kirche (Einzeldenkmal der Sachgesamtheit 09233017) | Kirchweg (Karte)                                                                                               | 1893–1894                                                                                                   | Einzeldenkmal der Sachgesamtheit Kirche Hartmannsdorf mit neuem Friedhof; repräsentativer neugotischer Klinkerbau von baugeschichtlicher, künstlerischer und ortsgeschichtlicher Bedeutung. Klinkerbau mit polygonalem Chorabschluss, Dachreiter und Westturm, von originaler Ausstattung blieben ein Kruzifix auf dem Altar sowie vier hölzerne Evangelistenfiguren an den Säulen erhalten. | 09233019 |
| Weitere Bilder                          | Leichenhalle, Einfriedung (Tor), Nebengebäude und Grabmale: Wirth (1935), Irmscher (1939), Keinert (1937), Dostmann (1921) und Kirchhof (1903), Einzeldenkmale der Sachgesamtheit 09233017 | Kirchweg (Karte)                                                                                               | Um 1894 (Friedhofsportal, Friedhofsmauer und Parentationshalle); Zeitraum zwischen 1903 und 1939 (Grabmale) | Einzeldenkmale der Sachgesamtheit Kirche Hartmannsdorf mit neuem Friedhof; Anlagenteile des Friedhofs von regionalgeschichtlicher bzw. künstlerischer Bedeutung | 09302044 |
| Weitere Bilder                          | Denkmal für Gefallene des Ersten Weltkrieges umgeben von heute drei Säuleneichen (Einzeldenkmal der Sachgesamtheit 09233017)                                                               | Kirchweg (Karte)                                                                                               | Um 1918 | Einzeldenkmal der Sachgesamtheit Kirche Hartmannsdorf mit neuem Friedhof; Denkmalanlage von ortsgeschichtlicher Bedeutung. Gemauerter Unterbau auf rechteckiger Grundfläche aus Theumaer Schiefer mit eingelassenen eisernen Inschrifttafeln, auf dem Unterbau befindet sich eine überlebensgroße Löwenskulptur aus Bronze, das Denkmal steht auf einer Wiesenfläche mit Bänken, die umstanden wird von heute drei (ursprünglich vier) Säuleneichen. | 09233018 |
|                                         | Diakonat, ehemaliges Pächterhaus | Kirchweg 1 (Karte)                                                                                             | 1777 | Teil des Pfarrhofes von ortsgeschichtlicher, baugeschichtlicher und ortsbildprägender Bedeutung. 1777 für den Pächter des Pfarrlehns als Wohn- und Wirtschaftsgebäude erbaut, zeitweise mit Lehrerwohnung und Schulstube, gut erhaltener Fachwerkbau des 18. Jahrhunderts, zum Pfarrhof gehörend. | 09233945 |
| Weitere Bilder                          | Ehemalige Kirchschule | Kirchweg 2 (Karte)                                                                                             | 1843 | Als ältester erhaltener Schulbau der Gemeinde von großer ortsgeschichtlicher Bedeutung. Zweigeschossiger Putzbau, traufseitig erschlossen, Hauseingang mit Natursteintüreinfassung mit waagerechtem Gebälk, dort Inschrift „Schulhaus“, Haustür 1995 noch original. | 09233946 |
|                                         | Pfarrhaus mit Seitengebäude und Torbogen (zwischen beiden Gebäuden) | Kirchweg 3 (Karte)                                                                                             | 18. Jahrhundert (Seitengebäude); um 1800 (Torbogen); 1826 (Pfarrhaus)                                       | Zeittypische Putzbauten mit Tür- und Fenstereinfassungen aus Hilbersdorfer Porphyrtuff von ortsgeschichtlicher, ortsbildprägender und baugeschichtlicher Bedeutung | 09233944 |
| Direkt Bild zu diesem Denkmal hochladen | Villa | Leipziger Straße 3 (Karte)                                                                                     | Zwischen 1920 und 1930                                                                                      | Architektonisch anspruchsvoller, durch das Bauhaus inspirierter Putzbau in sehr gutem Originalzustand von großer bau- sowie ortsentwicklungsgeschichtlicher Bedeutung. Sachliche Gestaltung ohne Fassadenschmuck, Oberflächenwirkung und Kubatur wichtig, spannungsvolles Wand-Öffnungs-Verhältnis. | 09233020 |
| Direkt Bild zu diesem Denkmal hochladen | Schmiede mit Werkstattanbau | Leipziger Straße 17 (Karte)                                                                                    | 1. Hälfte 19. Jahrhundert (Schmiede); um 1900 (Werkstatt)                                                   | Zur historischen Dorfbebauung gehörendes Gebäude mit späterem Werkstattanbau von ortsgeschichtlicher, baugeschichtlicher und städtebaulicher Bedeutung. - Schmiede: Erdgeschoss massiv, verputzt, Obergeschoss Fachwerk verschiefert, ein Giebel massiv, im Erdgeschoss Fenstergewände mit einer Hohlkehle aus Hilbersdorfer Porphyrtuff - Werkstattanbau: eingeschossig, massiv, Holzschiebetore, Satteldach, vermutlich um 1900 | 09302684 |
| Direkt Bild zu diesem Denkmal hochladen | Vermutlich ehemalige Villa mit angebautem Remisengebäude, heute Geschäftshaus | Leipziger Straße 24 (Karte)                                                                                    | Vor 1874 (älteste Teile der Villa); 1914 (Seitenflügel mit Remise)                                          | Aufwendig gestalteter Putzbau mit Jugendstilfassade sowie gut erhaltener Innenausstattung. Reicher Fassadenschmuck und Innenausstattung, Jugendstilornamentik an Türen u. a., Fußbodenmosaik, eventuell zeitigere Bauzeit anzunehmen, an der Hofseite Inschrift „MOVOKA“ und Bezeichnung 1914. | 09233022 |
| Direkt Bild zu diesem Denkmal hochladen | Wohn- und Geschäftshaus (Apotheke), Gartenlaube und Reste des Gartens | Leipziger Straße 28 (Karte)                                                                                    | Um 1890 | Architektonisch anspruchsvoller Putzbau von baugeschichtlichem und städtebaulichem Wert. Im Garten Laube – Eisengitter. | 09233023 |
| Direkt Bild zu diesem Denkmal hochladen | Villa | Limbacher Straße 13 (Karte)                                                                                    | Um 1930 | Das Gebäude wurde als Landhaus für die Familie Voigt, Firma Voigt & Kaiser, von dem Chemnitzer Architekturbüro Dähn & John geplant und dem Hartmannsdorfer Bauunternehmen Dietrich erbaut. Ursprünglich handelte es sich um einen kubischen Flachdachbau mit Elementen von Bauhaus und Art Deco. Das Flachdach erwies sich in den Folgejahren als problematisch. Die Entwässerung vor allem im Winter bereitete Probleme und in der Folge wurde 1942 ein Satteldach aufgesetzt. | 09233024 |
| Weitere Bilder                          | Ehemaliges Gasthaus und ehemaliges Brauereigebäude (ursprünglich Erbgericht, zwischenzeitliche Nutzung als Braugut, heute Hotel und Restaurant) sowie Toreinfahrt zwischen beiden Gebäuden | Obere Hauptstraße 1, 1a (Chemnitzer Straße 2) (Karte)                                                          | Um 1900 | Markanter Gebäudekomplex von großer orts- und bauhistorischer Bedeutung. Zwei im rechten Winkel stehende Gebäude und Torbogen. - Chemnitzer Straße 2: ursprünglich Wohnhaus des Erbgerichts, später Gasthaus bzw. Verwaltung - Obere Hauptstraße 1 und 1a: Brauereigebäude mit zeitweiser Nutzung als Ratskeller, um 1900 Umbau zur Brauerei | 09233009 |
|                                         | Wohnhaus, ehemaliges Wohn- und Kontorgebäude | Obere Hauptstraße 40 (Karte)                                                                                   | Bezeichnet mit 1904                                                                                         | Zeittypischer Putzbau in gutem Originalzustand von baugeschichtlichem Wert. Zweigeschossiger Putzbau, sechs Achsen, traufständig zur Straße stehend, Mittelrisalit, original erhaltene Fenstergewände, Frontispiz bezeichnet mit „1904 L.SCH“. | 09302686 |
|                                         | Ehemaliges Wohn-, Kontor- und Fabrikationsgebäude der Firma Willy Dostmann | Obere Hauptstraße 49 (Karte)                                                                                   | Um 1850 | Städtebaulich markanter Putzbau von orts- und baugeschichtlicher Bedeutung. Zumindest zeitweise Nutzung als Spulerei, Färberei usw. sowie Wohn- und Kontornutzung. In zwei Bauabschnitten errichteter Baukomplex, bestehend aus dem Altbau an der Oberen Hauptstraße, dem neueren Anbau in der Querstraße und einem Schuppenanbau mit Trockentoiletten als hinterer Hofabschluss. - Altbau: um 1850 erbaut, zweigeschossiger Putzbau mit Mezzaningeschoss, 5 × 3 Achsen, Erdgeschosswände Bruchsteinmauerwerk, Wände des Obergeschosses Ziegelmauerwerk, Glattputz, flachgeneigtes weit vorkragendes Satteldach ursprünglich mit Leergespärre (Schweizer Stil), Fenstergewände und umlaufendes Fensterbankgesims Hilbersdorfer Porphyrtuff, Rundbogenfenster, Überschlaggesimse über den Fenstern nur noch teilweise erhalten, weitere Fassadengliederung durch Kassettierungen über den Fensteröffnungen, Hauseingang ursprünglich in der Mitte der Traufseite, später in die Querstraße verlegt, über ehemaliger Haustür im Obergeschoss Zwillingsfenster, im Inneren gewendelte Treppe mit Porphyrstufen bzw. Terrazzo, Treppe zu Dachgeschoss aus Holz, im Dachgeschoss ursprünglich Mädchenkammern, im Obergeschoss eine große Wohnung und im Erdgeschoss ehemals Geschäftsräume, - Anbau: um 1900, vier Achsen, traufständig zur Querstraße stehend, Hauseingang ohne Türportal, aufgehende Mauerwerk aus gebrannten Ziegeln, Fenster zum Zeitpunkt der Erfassung noch original aus der Erbauungszeit: zweiflüglige Sprossenfenster – Kastenfenster mit halbkreisförmigen Oberlichtfenstern, im Inneren nur geringer Denkmalwert, im Obergeschoss befand sich schon zur Erbauungszeit eine Wohnung mit Enfilate - Schuppenanbau hofseitig: zeitgleich mit Anbau, giebelständig zur Querstraße, dort zwei Achsen und Zwillingsfenster, gleiche Fassadengestaltung Denkmalwert: baugeschichtlicher Wert, ortsgeschichtlicher Wert, städtebaulicher Wert, authentisch erhalten. | 09233028 |
| Direkt Bild zu diesem Denkmal hochladen | Seitengebäude mit Oberlaube eines Vierseithofes | Obere Hauptstraße 57 (Karte)                                                                                   | Um 1700 | Zeittypisches ländliches Wirtschaftsgebäude mit besonderen Konstruktionsmerkmalen von hausgeschichtlicher Bedeutung. Oberlaube, Stall, rückseitiger Anbau – modernisiert, geblattete Kopfbänder. | 09233029 |
| Direkt Bild zu diesem Denkmal hochladen | Wohn- und Kontorgebäude mit Resten der Einfriedung | Obere Hauptstraße 69 (Karte)                                                                                   | Um 1905 | Zeittypischer Putzbau in gutem Originalzustand von bau- und ortsgeschichtlichem Wert. - Ehemaliges Wohn- und Kontorgebäude: zweigeschossig, vier Achsen, traufständig zur Straße stehender Putzbau, Mittelrisalit, Polygonmauerwerk Sockel, Eckquaderung, waagerechte Fensterverdachungen aus Werkstein - Einfriedung: gemauerte Zaunspfeiler, Einfahrtstor und Pforte Schmiedeeisen reich verziert | 09302685 |
| Weitere Bilder                          | Windrad | Obere Hauptstraße 98 (Karte)                                                                                   | Um 1880 | Amerikanisches Windrad, Eisengitterkonstruktion mit Windrad, technikgeschichtlich von Bedeutung. Ehemals mit Wasserpumpe gekoppelt, nicht mehr in Betrieb. | 09233030 |
| Weitere Bilder                          | Ehemaliges Postamt | Poststraße 3 (Karte)                                                                                           | 1913 | Zeittypischer, denkmalgerecht sanierter Putzbau von bau- und ortsgeschichtlicher Bedeutung. Zweigeschossiger Putzbau über längsrechteckigem Grundriss, schlichte Fassadendekorationen u. a. Putzquaderungen und aufgeputztes Fensterbankgesims im Obergeschoss, Abschluss durch hohes Mansardwalmdach mit großem Dacherker an der Hauptschauseite, aufgeputzte Inschrift „Postamt“. | 09233031 |
| Weitere Bilder                          | Schule und Turnhalle (Martin-Anderson-Nexö-Schule, ehemalige Zentralschule) | Schulstraße 1, 1a (Karte)                                                                                      | 1885 (Einweihung Schule); 1910–1912 (Schulturnhalle)                                                        | Repräsentativer Klinkerbau von orts- und baugeschichtlicher Bedeutung. - Schule: dreigeschossig, Longitudinalbau, roter Klinker mit andersfarbigen Ornamentklinkerverzierungen, Eckquaderung, Seiten- und Mittelrisalit, flachgeneigtes Walmdach, laut historischer Angaben 1885 erbaut, 1884 Grundsteinlegung, Weihe am 5. Oktober 1885 - Turnhalle: 1910–1912 erbaut, ein- bis zweigeschossiger Putzbau mit Walm-, Mansard- bzw. Krüppelwalmdach | 09233032 |
| Direkt Bild zu diesem Denkmal hochladen | Mietvilla | Schulstraße 6 (Karte)                                                                                          | Um 1910 | Zeittypischer Putzbau im Schweizer Stil mit Zierfachwerk von baugeschichtlichem Wert. Veranda mit Farbglasfenstern, Zwerchgiebel Fachwerk, zweigeschossiger Putzbau mit Mansarddach, Mittelrisalit mit gekoppelten Fenstern unterschiedlicher Größe, sonst Rechteckfenster mit Naturstein- oder Kunststeinsturz. | 09233033 |
| Direkt Bild zu diesem Denkmal hochladen | Mietvilla | Schulstraße 8 (Karte)                                                                                          | Um 1910 | Zeittypischer leicht vereinfachter Putzbau von baugeschichtlichem Wert. Zweigeschossiger Putzbau über annähernd rechteckigem Grundriss, polygonaler Erker im ersten Obergeschoss, im Erdgeschoss gekoppeltes Fenster mit waagerechter Fensterverdachung, unterschiedliche Fensterformate und Fenstergrößen, zum Erfassungszeitpunkt noch mit gesprossten Oberlichtfenstern, Mansarddach, Haustür zum Erfassungszeitpunkt original, Treppenhausfenster Farbglasfenster. | 09233034 |
| Direkt Bild zu diesem Denkmal hochladen | Villa mit Einfriedung | Schulstraße 20 (Karte)                                                                                         | 1905 | Relativ aufwendige Villa im Schweizer Stil, baulich leicht verändert von baugeschichtlichem Wert. - Villa: Veranda, Zwerchgiebel, Zierfachwerk, Turm, Farbglasfenster, Fenstereinbauten Straße und Giebelseite - Einfriedung: straßenseitig mit schmiedeeisernem Zaun | 09233035 |
|                                         | Mietshaus | Schulstraße 22 (Karte)                                                                                         | Um 1906 | Zeittypischer Putzbau mit reichem Fassadendekor von baugeschichtlichem Wert. Schöne Gewände, u. a. Fassadenschmuck, giebelseitig nachträglicher entstellender Anbau ohne Denkmalwert, zweigeschossiger, traufständig zur Straße stehender Putzbau mit leicht vorspringendem Mittelrisalit, Fenstereinfassungen und Gesimsbereich mit Jugendstildekorationen – Kunststein, Frontispiz mit Okuli und getreppter Natursteinabdeckung, Satteldach. | 09233036 |
| Direkt Bild zu diesem Denkmal hochladen | Vermutlich ehemaliges Wohn- und Verwaltungsgebäude sowie Fabrikgebäude und Werkstatt im Hof                                                                                                | Schulstraße 32 (Karte)                                                                                         | Um 1905 | Gut erhaltener kleiner Fabrikkomplex von orts- und baugeschichtlicher Bedeutung. Fabrikgebäude mit Mansarddach, Gewände. - Wohnhaus: traufständig zur Straße stehender zweigeschossiger Putzbau über rechteckigem Grundriss, Krüppelwalmdach, leicht vorspringender Mittelrisalit mit Frontgiebel, Natursteinsockel - Fabrik im Hof: zeitgleich erbaut, ähnliche Gestaltung, große Rechteckfenster | 09233037 |
| Direkt Bild zu diesem Denkmal hochladen | Denkmal für die im Ersten Weltkrieg gefallenen Mitglieder des Turnvereins | Turnstraße 5 (Karte)                                                                                           | Nach 1918                                                                                                   | Repräsentatives Denkmal aus Rochlitzer Porphyrtuff mit großem Kreuz als Flachrelief und den Namen der Gefallenen, ortsgeschichtlich von Bedeutung. | 09233038 |
| Direkt Bild zu diesem Denkmal hochladen | Mietshaus | Turnstraße 12 (Karte)                                                                                          | Um 1905 | Orts- und baugeschichtliche Bedeutung. Zweigeschossig, verputzt, Seitenrisalite, Satteldach, Treppenhaus mit originalen Details: Haustür, Wohnungseingangstüren, Ausmalung. | 09236416 |
| Direkt Bild zu diesem Denkmal hochladen | Wohnhaus | Untere Hauptstraße 16 (Karte)                                                                                  | 1811 | Zeit- und landschaftstypischer Fachwerkbau mit massivem Erdgeschoss in sehr gutem Originalzustand von bau- und ortsentwicklungsgeschichtlicher Bedeutung. Fachwerk-Obergeschoss verschiefert, Erdgeschoss massiv, hohes Krüppelwalmdach mit halbem Schopf, Dachhecht, denkmalgerecht saniert nach 1991. | 09233039 |
| Direkt Bild zu diesem Denkmal hochladen | Villa | Untere Hauptstraße 85 (Karte)                                                                                  | Um 1915 | Villa | 09233040 |
| Weitere Bilder                          | Villa | Ziegelstraße 3 (Karte)                                                                                         | Um 1915 | Villa, ehemalige Fabrikantenvilla der Färberei und Bleicherei Arno Reh KG | 09233042 |

## Ehemaliges Denkmal
| Bild                                    | Bezeichnung                               | Lage                       | Datierung | Beschreibung | ID       |
| --------------------------------------- | ----------------------------------------- | -------------------------- | --------- | --- | -------- |
| Direkt Bild zu diesem Denkmal hochladen | Mühlengebäude mit technischer Ausstattung | Friedrichstraße 1a (Karte) | Um 1930   | Schlichter Putzbau von baugeschichtlichem Wert (zum Zeitpunkt der Denkmalerfassung 1992 war die Mühlentechnik noch in Betrieb und vorhanden). Ausstattung zur Getreidereinigung aus 1930er Jahren. Zwischen 2017 und 2023 von der Denkmalliste gestrichen. | 09233012 |

## Tabellenlegende
- Bild: Bild des Kulturdenkmals, ggf. zusätzlich mit einem Link zu weiteren Fotos des Kulturdenkmals im Medienarchiv Wikimedia Commons. Wenn man auf das Kamerasymbol klickt, können Fotos zu Kulturdenkmalen aus dieser Liste hochgeladen werden:
- Bezeichnung: Denkmalgeschützte Objekte und ggf. Bauwerksname des Kulturdenkmals
- Lage: Straßenname und Hausnummer oder Flurstücknummer des Kulturdenkmals. Die Grundsortierung der Liste erfolgt nach dieser Adresse. Der Link (Karte) führt zu verschiedenen Kartendiensten mit der Position des Kulturdenkmals. Fehlt dieser Link, wurden die Koordinaten noch nicht eingetragen. Sind diese bekannt, können sie über ein Tool mit einer Kartenansicht einfach nachgetragen werden. In dieser Kartenansicht sind Kulturdenkmale ohne Koordinaten mit einem roten bzw. orangen Marker dargestellt und können durch Verschieben auf die richtige Position in der Karte mit Koordinaten versehen werden. Kulturdenkmale ohne Bild sind an einem blauen bzw. roten Marker erkennbar.
- Datierung: Baubeginn, Fertigstellung, Datum der Erstnennung oder grobe zeitliche Einordnung entsprechend des Eintrags in der sächsischen Denkmaldatenbank
- Beschreibung: Kurzcharakteristik des Kulturdenkmals entsprechend des Eintrags in der sächsischen Denkmaldatenbank, ggf. ergänzt durch die dort nur selten veröffentlichten Erfassungstexte oder zusätzliche Informationen
- ID: Vom Landesamt für Denkmalpflege Sachsen vergebene, das Kulturdenkmal eindeutig identifizierende Objekt-Nummer. Der Link führt zum PDF-Denkmaldokument des Landesamtes für Denkmalpflege Sachsen. Bei ehemaligen Kulturdenkmalen können die Objektnummern unbekannt sein und deshalb fehlen bzw. die Links von aus der Datenbank entfernten Objektnummern ins Leere führen. Ein ggf. vorhandenes Icon  führt zu den Angaben des Kulturdenkmals bei Wikidata.

## Ausführlicher Denkmaltext
1. ↑  Kirche Hartmannsdorf mit neuem Friedhof (Sachgesamtheit):
  - Bauliche Schutzgüter:
    - Gebäude:
      - Parentationshalle: mit nachträglichem rückwärtigem Anbau (der Anbau ohne Denkmalwert), eingeschossiger Klinkerbau aus der Anlagezeit des Friedhofs um 1895, spitzbogige Fenster- und Türöffnungen, originale Tür
      - Ehemaliges Grufthaus Maria Luisa Gebauer: 1880, Ziegelbau mit Porphyrzierelementen u. a. kannelierte Pilaster, Satteldach, um 1894, heutige Nutzung als Gerätehaus
      - Einfriedung: verputzte Ziegelmauer an Nordwest- und Südwestgrenze, Holzlattenzaun an Nord- und Ostgrenze
      - Zugänge: Friedhofstor an der Westseite, zentrales zweiflügliges Ziergittertor, links und rechts jeweils einflügliges Ziergittertor, zweifarbiger Klinkerbau mit Natursteinabdeckungen, um 1894

    - Grabmale:
      - Erbbegräbnis Antonio dell' Antonio: nach 1910, Grabwand – dreiteilige Ädikulaarchitektur, die halbrund abschließende Nische wird flankiert von Halbpfeilern, in der Nische Grabkreuz auf Postament, Einfassung durch schmiedeeisernen Zaun und niedrige Natursteinmauer
      - Erbbegräbnis Familie Dietrich: vermutlich 1893 für Johann Samuel Dietrich angelegt, Grabwand Klinker mit aufgesetzten Schrifttafeln
      - Erbbegräbnis Familie Dehling und Hoesselbarth: um 1905/1910, Grabwand geschliffener Granit und Einfriedung
      - Erbbegräbnis Familie Friedrich Fürchtegott Aurich: vermutlich 1884, Grabwand – Ädikulagrab dreiteilig, Mittelteil mit Inschrifttafel flankiert von Säulen, bemerkenswerte schmiedeeiserne Einfriedung, Sandstein
      - Erbbegräbnis Familie Kirchhof: vermutlich für Ida Auguste Kirchhof verst. 1906, Ida Kirchhof war Gründerin des Frauen Verein Hartmannsdorf, weiterhin für Carl David Kirchhof, Rentier, Königlicher – Friedensrichter von Hartmannsdorf, Grabwand aus schwarzem Granit – Ädikulagrab mit Nische in der Mitte, diese flankiert von Säulen, in der Nische leicht überlebensgroße Galvanoplastik einer Trauernden Frau, sehr schöne Einfassung aus schmiedeeisernem Zaun und kleinen Granitpfeilern, Steinmetz Paul Rost aus Limbach
      - Erbbegräbnis Familie Friedrich Dostmann: nach 1927, Grabwand – Ädikulagrab aus Diorit und Kunststein, in der mittigen Nische leicht überlebensgroße Marmorskulptur einer Trauernden, niedrige Einfassung aus Schmiedeeisen und niedrigen Steinpfeilern
      - Erbbegräbnis Familie Lässig, vermutlich 1928, u. a. für Ernst Traugott Lässig, 1865–1928, Bürgermeister i. R., Grabwand mit großer Urne und Einfassung
      - Erbbegräbnis Familie Alban Irmscher: eventuell 1939 oder 1947, Grabwand geschliffener Granit, Galvanoplastik Trauernde mit Mohnkapseln in der Hand
      - Erbbegräbnis Familie Wirth: 1935, u. a. für Friedrich Emil Wirth verst. 1935, Grabwand mit mittiger Nische, darin Halb- bis Dreiviertelrelief aus Stein mit Segnendem Christus und kniendem Pilgerer
      - Grabmal für Anton Emil Frieden verst. 1962 und Clara Sidonie geb. Scheffler, verst. 1931: 1931, Rochlitzer Porphyrtuff, durchbrochen mit Grabkreuz, Seitenflächen mit Spitzbögen, darin als Dreiviertelrelief Engelsköpfe und Inschrift, Grabwand – Ädikulagrab
      - Grabstein links neben der Kapelle und Grabmal 10: Ende 19. Jahrhundert, Inschrift nicht mehr lesbar, Sandstein

  - Gärtnerische Friedhofsgestaltung:
    - Erschließung, Wegesystem: zentraler Hauptweg von Westen nach Osten sowie Querweg von der Leichenhalle nach Süden, wassergebundene Decke

  - Ausstattung:
    - Quartierstein: an der Kreuzung der Hauptwege
    - Erbbegräbnisse: s. o

  - Vegetation:
    - Alleen und Baumreihen: Allee aus Winter-Linden (Tilia cordata) am Hauptweg (West-Ost-Achse), Baumreihe aus Sommer-Linden (Tilia platyphyllos) parallel zur Westmauer
    - Einzelbäume: verbliebener Baum eines ehemaligen Baumpaares aus zwei Eschen (Fraxinus excelsior) links und rechts eines Holzkreuzes am östlichen Ende der Längsachse (Stubben des anderen Baumes am 11. Oktober 2007 noch vorhanden)
    - Hecken und Sträucher: geschnittene Hainbuchen-Hecke (Carpinus betulus) an Nord- und Ostgrenze